# Rhinophylla alethina
Rhinophylla alethina — вид родини листконосові (Phyllostomidae), ссавець ряду лиликоподібні (Vespertilioniformes, seu Chiroptera).

## Поширення
Цей вид зустрічається на заході Колумбії й Еквадору. Цей кажан міцно асоціюється з вологими районами й тропічними вічнозеленими лісами, воліє незмінені середовища проживання. 

## Поведінка
Харчується залишками фруктів, іноді комахами. Сідала знайдені в печерах.